# Valg til FNs Sikkerhedsråd (januar 1946)
Det første valg til FNs Sikkerhedsråd blev afholdt den 12. januar 1946 på FN-generalforsamlingen i Westminster Central Hall i Westminster, London. På genersalforamlingen valgtes seks ikke-permanente medlemmer af FN's sikkerhedsråd.
Som ikke-permanent FN-Sikkerhedsrådsmedlemmer valgtes Australien, Brasilien, Egypten, Mexico, Holland og Polen for 2 år..

## Kandidater
I alt var der 18 kandidater til de seks pladser.